# Donald J. Mastronarde
Donald John Mastronarde (* 1948) ist ein US-amerikanischer Gräzist.

## Leben und Werk
Mastronarde studierte am Amherst College (B.A. 1969) und der Universität Oxford (1971 B.A.). 1974 wurde er an der Universität Toronto promoviert. Seit 1973 lehrte er an der University of California at Berkeley und war von 1993 bis 2000 Chair of the Department of Classics. Seit 2001 ist Mastronarde Melpomene Distinguished Professor of Classical Languages and Literature in Berkeley. Darüber hinaus war er von 2001 bis 2011 Leiter des Zentrums zur Erforschung der Sammlung der Tebtunis-Papyri. 2017 wurde er in die American Academy of Arts and Sciences gewählt.
Mastronarde arbeitet zum griechischen Drama, insbesondere Euripides, zur griechischen Literatur, zur Überlieferung der griechischen Literatur und zu den Scholien (aktuell zu den Euripides-Scholien). Darüber hinaus hat er eine Web-Edition von Teilen der Euripides-Ausgabe des Gasparus Stiblinus (Basel 1562: Ausgabe und Übersetzung lediglich der von Stiblin stammenden Praefationes und Argumenta) herausgegeben. Im Übrigen engagiert sich Mastronarde für das Webteaching des Altgriechischen.

## Schriften (Auswahl)
- The Art of Euripides. Dramatic Technique and Social Context. Cambridge University Press, Cambridge 2010, (online). – Rezension von Justina Gregory, Bryn Mawr Classical Review 2011.02.43
- (Hrsg.): Euripides, Medea. Cambridge University Press, Cambridge 2002. – Rezension von Michael Halleran, Bryn Mawr Classical Review 2003.07.23
- (Hrsg.): Euripides, Phoenissae. Cambridge University Press, Cambridge 1994. – Rezension von Martin Cropp, Bryn Mawr Classical Review 1995.08.03
- mit Jan Maarten Bremer: The Textual Tradition of Euripides’ Phoinissai. University of California Press, Berkeley, Los Angeles, London 1982.